# Amazondelfin
Amazondelfin (Inia geoffrensis) är en tandval som förekommer i sydamerikanska floder. Den placerades fram till 2014 som enda art inom familjen Amazondelfiner (Iniidae). Nyare avhandlingar förespråkar en annan taxonomi med upp till två arter till i familjen.

## Utbredning och systematik
Wilson & Reeder (2005) skiljer mellan tre underarter som lever i norra Sydamerika:
- Inia geoffrensis geoffrensis, lever i Amazonfloden och dess bifloder.
- Inia geoffrensis boliviensis, lever i Rio Madeira.
- Inia geoffrensis humboldtiana, lever i Orinoco.

Tidigare listades populationerna i Orinoco och Rio Madeira som självständiga arter, men även några nyare systematiker har samma åsikt. Ett standardverk av D. W. Rice nämner bara en art och förtecknar de andra populationerna som underarter.
En studie från 2014 beskriver populationen i Rio Araguaia i nordöstra Brasilien som självständig art, Inia araguaiaensis. I samma publikation behandlas även boliviensis som god art.
Artens yttre systematik är omstridd. Tidigare antogs att alla floddelfiner utvecklade sig likadant på grund av konvergent evolution. Efter nyare molekylärgenetiska undersökningar betraktar flera zoologer Amazondelfinen som en nära släkting till Laplatadelfinen och även till den troligen utdöda Asiatiska floddelfinen. De listas av dessa forskare i en gemensam familj, Iniidae. Vissa auktoriteter placerar amazondelfinen i överfamiljen Inioidea tillsammans med familjen Pontoporiidae.

## Kännetecken
Amazondelfinen är mellan två och tre meter lång (i genomsnitt 2,3 m) och har ett klotformigt huvud med ett långt tryne. Färgen utvecklas från silvergrå hos unga djur till lätt rosa hos vuxna djur. Ögonen är rudimentära men används fortfarande. Speciellt för amazondelfinen är att den har hårväxt vid trynet som utgörs av styva borstar. Vikten ligger vanligen mellan 85 och 160 kilogram (sällan upp till 207 kg). Hannar är tydlig större än honor. Halskotorna är inte sammanvuxna som hos flera andra tandvalar och därför är halsen mera rörlig. Inte heller leden i skuldran är sammanvuxen som hos andra valar. Ett annat särdrag är Amazonasdelfinens tanduppsättning. Tänderna är inte likformiga utan de är tydligt bredare i nosens bakre delar. På så sätt har den förmågan att sönderslita större fiskar och byten med ett pansar.

## Levnadssätt
Amazondelfinen lever mest ensam, och den föredrar floder med låg vattenströmning, där den lever av fisk med en längd upp till 30 cm. Exemplar i fångenskap åt 4 till 5 kg fisk per dag. Under tider med mycket regn besöker Amazonasdelfinen även mindre vattendrag, insjöar och översvämmade skogar. Delfinens dyktid ligger mellan halvminuten och minuten och den hoppar inte så ofta som delfiner i havet. När arten hoppar kan kroppens tyngdpunkt ligga 125 cm ovanför vattenytan. För Amazonasdelfiner som hölls i fångenskap finns dokumentationer över stora hannar som var aggressiva mot mindre hannar samt honor men även om flockar med upp till 8 medlemmar utan fientliga beteenden.
Arten har små ögon men enligt en studie från 1966 är synen bra. Amazondelfinen hittar sina byten även genom ekolokalisering.
Hannar och honor är ibland rätt aggressiva under parningen. Det sker också många kopulationer, upp till 47 under 3,5 timmar. Efter ungefär 11 månaders dräktighet föds ett enda ungdjur vanligen mellan maj och juni. Kalven diar cirka ett år och efter ungefär 5 år är ungdjuret könsmoget.

## Amazondelfinen och människor

### Sagor och vidskepelse
Hos flera ursprungliga folkgrupper i Sydamerika finns berättelser som beskriver drunknade människor som förvandlas till floddelfiner. Dessa varelser har enligt myten förmåga att ibland komma till land och åter bli människor.
I folksagor från Rio Negro blir Amazondelfinen till en ung man i vita kläder och hatt som håller utkik efter unga flickor. Därför möts varje främmande ung man i början med vaksamhet. Sagorna berättar vidare att den unga mannen bedårar flickan och gör henne gravid. Sedan försvinner han på morgonen i floden. Det finns till och med födelseattest som nämner "Boto Cor de Rosa" som far.

### Amazondelfiner i djurparker
I Aquarium de Valencia i Venezuela hålls för närvarande fem individer. De enda Amazondelfinerna utanför Sydamerika finns sedan 1975 i Zoo Duisburg. En individ dog 2006 när den var 40 år gammal. Just nu finns i Duisburg en enda individ kvar.

### Hot
Arten dödas när den hamnar i fiskeredskap och den hotas även av dammbyggnader och andra förändringar av floderna. Sedan början av 2000-talet dödas flera individer för köttets skull som sedan används som bete för fiske. I ett cirka 11 000 km² stort område i Brasilien minskade populationen under de senaste 22 åren (räknad från 2018) med 70 procent. För hela utbredningsområdet antas värdet ligga på 50 procent. IUCN listar arten som starkt hotad (endangered).

## Galleri

Storleksjämförelse mellan Amazondelfin och en medelstor människa
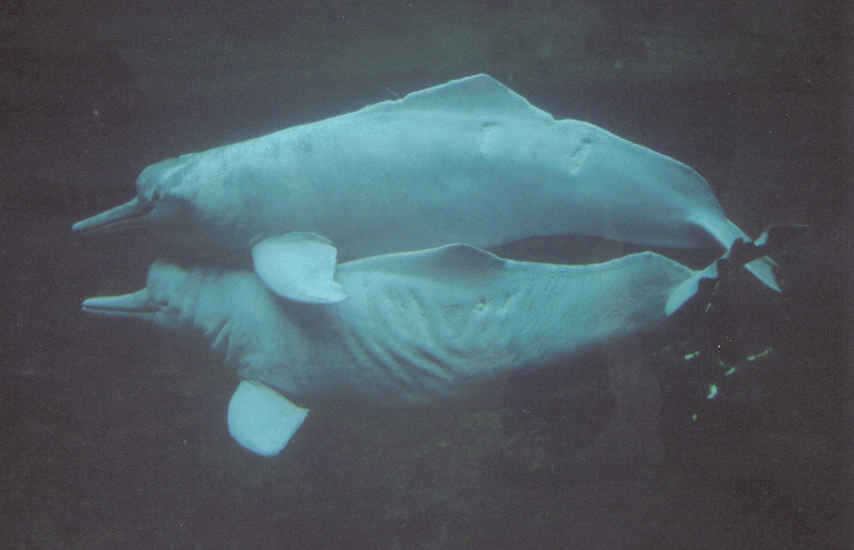
Duisburgs Amazondelfiner i juni 2006